# Kamalakara
Kamalakara (* um 1610 in Benares; † um 1700) war ein indischer Astronom und Mathematiker.

## Leben
Er stammte aus einer Brahmanen-Familie von Astronomen, die ihre Ursprünge in Golagrama bei Pathri am Ufer des Godavari in Maharashtra hat. Sein Urgroßvater Divakara war ein Schüler des Astronomen Ganesa aus Nandod und zog nach Benares. Dessen Söhne waren ebenfalls Astronomen, die das Werk von Ganesa kommentierten. Der Vater von Kamalakara (Nrsimha, geboren 1586) hatte neben Kamalakara die Söhne Divakara (geboren 1606) und Ranganatha, die ebenfalls bekannte Astronomen in Benares waren. Er lernte bei seinem älteren Bruder Divakara.
Kamalakara war neben Munishvara (Munisvara Visvarupa), mit dem er in erbitterter Fehde lag, der führende Astronom seiner Zeit in Benares. Er verband traditionelle indische Astronomie mit westlichen, über islamische Astronomen (besonders Ulugh Beg) vermittelten Einfluss, besonders der Physik des Aristoteles und der Astronomie des Ptolemäus.
Kamalakara schrieb einen Kommentar Manorama zur Grahalaghava von Ganesa und den Kommentar Vasanabhasya zur Surya Siddhanta (einem der ältesten indischen astronomischen Werke). Bekannt ist er vor allem durch sein astronomisches Werk Siddhantatattvaviveka (in 15 Kapiteln) von 1658 und einer späteren Ergänzung dazu Sesavasana.
Er gab Additionstheoreme für Sinus und Kosinus an für die genaue Berechnung von Sinustafeln.